# 宝钢国际
上海宝钢国际经济贸易有限公司，簡稱宝钢国际，宝山钢铁股份有限公司旗下公司，前身為「宝钢集团国际经济贸易总公司」，是在1996年成立，其中合營企業和股票投資最多，注册资本22.49亿元。
主要業務电子商务、包装钢带、货运代理等业务。董事長及總經理為何文波。

## 連結
- 上海宝钢国际经济贸易有限公司（页面存档备份，存于）